# 数分間のエールを
『数分間のエールを』（すうふんかんのエールを）は、2024年6月14日公開の日本の長編アニメーション映画。上映時間68分。

## 概要
ミュージック・ビデオの制作に情熱を注ぐ男子高校生と、音楽の道を諦めた女性教師の出会いを軸に、モノづくりの楽しさや苦しみを描いたオリジナル長編アニメーション映画。
ロックバンド「ヨルシカ」のMVなどで知られる映像制作チーム「Hurray!」が映像統括を担当し、『ラブライブ!』『宇宙よりも遠い場所』の花田十輝が脚本を担当。主人公の高校生・彼方の声を花江夏樹、女性教師・夕の声を伊瀬茉莉也が演じ、劇中で夕が歌う楽曲の制作をボカロPのVIVI、歌唱を菅原圭が務めた。

## あらすじ
石川県の高校に通う男子高校生・朝屋彼方は、自分が作ったモノで誰かの心を動かしたいという思いにかられ、日々、MV（ミュージック・ビデオ）の制作に没頭していた。ある夜、街で映像のモチーフを探していた彼方は、雨の中でストリートライブをする女性と出会う。その歌声に衝撃を受け、感情をぶつけながら歌い上げる姿に、彼方は心が突き動かされた。
翌朝、彼方は教壇に立った新任教師の姿を見て驚く。その教師・織重夕は、前夜、彼方の心を突き動かしたミュージシャンだった。夕は、100曲歌を作って1曲もバズらず、その苦悩から逃れるために音楽の道を諦め、前夜を最後のストリートライブとして別の道に歩き出すところであった。そして、彼方が聴いたのが100曲目の歌だった。
モノづくりの楽しさを糧に次に進む彼方は、夕に彼女の歌のMVを作りたいと願い出る。

## キャスト
朝屋彼方（あさや かなた）
声：花江夏樹
石川県の高校に通う男子高校生。MV（ミュージック・ビデオ）に興味を持ち、自身でもMV制作をするようになる。
織重夕（おりえ ゆう）
声：伊瀬茉莉也
彼方の高校に赴任してきた英語教師。ミュージシャンを志すが、世間的な評価につながらず音楽の道を断念する。音楽への淡い希望を捨てきれずにいる。
外崎大輔（とのさき だいすけ）
声：内田雄馬
彼方の中学生時代からの友人。中学のときに描いた絵が県知事賞を受賞したことをきっかけに絵の道を志すようになり、美大を目指している。
中川萌美（なかがわ もえみ）
声：和泉風花
彼方のクラスの中心的人物。軽音楽部に所属し、彼方にバンドのMV制作を依頼する。

## スタッフ
- 監督：ぽぷりか
- 副監督：おはじき
- アートディレクター：まごつき
- 脚本：花田十輝
- 歌唱アーティスト：菅原圭
- 歌唱楽曲制作：VIVI
- 音響監督：小沼則義
- 音楽：孤野智之
- アニメーション制作：Hurray!×100studio

## 音楽

### 主題歌
「CYAN」
作詞・作曲：三原康司（フレデリック）/ 歌：フレデリック
三原は主題歌について、映画の主題歌が入る青空のシーンに合うよう音をイメージし、物語に描かれた葛藤やその過程の美しさを自身の経験と重ね合わせて制作したと述べている。

### 劇中歌
「未明」
作詞・作曲：VIVI / 歌：織重夕（菅原圭）
「未明」は、劇中において音楽の道を断念して教師となった織重夕が最後に制作した楽曲。

## タイアップ
本作は石川県金沢市と羽咋市が舞台であることから、石川県観光連盟とのタイアップ企画が実施された。
主人公の朝屋彼方（CV：花江夏樹）による石川の観光PRメッセージ（音声）が、以下にて発信された。
- ラジオCMおよびradiko（ラジコ）（約20秒のメッセージ）

期間：2024年6月1日（土） - 6月13日（木）
FM石川でラジオCMを10回放送
パソコンやスマホアプリでラジオが聴けるradikoで、全国98局のラジオリスナーに向けて配信
- ほっと石川旅ねっと公式X（約50秒のメッセージ）

発信日：2024年6月1日（土）
また、朝屋彼方の等身大の観光PRパネルが4か所で設置された。QRコードを読み取ると、設置箇所に応じた観光PRメッセージを聞くことができ、パネルには舞台となるロケーションが描かれていた。
設置期間：2024年6月1日（土） - 7月31日（水）
設置箇所：次の4か所
1. 石川県金沢観光情報センター（金沢駅構内）
2. 金沢中央観光案内所
3. 道の駅 内灘サンセットパーク
4. 道の駅 のと千里浜